# Kuwurejo (Bluluk)
Kuwurejo is een bestuurslaag in het regentschap Lamongan van de provincie Oost-Java, Indonesië. Kuwurejo telt 2740 inwoners (volkstelling 2010).